# Feke
Feke (prononciation [fɛkɛ], Vahka dans les sources arméniennes) est un district de la province d'Adana, en Turquie, à 122 km d'Adana.

## Histoire
La région est occupée par les Hittites au XVIe siècle av. J.-C., et par les Perses au VIe siècle av. J.-C. Elle est conquise an -333 par Alexandre le Grand, puis par l'Empire romain. Feke commande une passe dans les monts Taurus au nord d'Adana. Un château y est construit par les Byzantins. Le nom d'origine de la ville est Vahka mais celle-ci devient Feke. Lorsque les troupes islamiques prennent la Cilicie (Çukurova) en 1081, la population arménienne s'enfuit dans les collines et prend la région aux Byzantins et s'y installe. La ville devient un bastion de la Maison roupénide, laquelle dirigea plus tard le royaume arménien de Cilicie. La ville passe ensuite sous la domination des Mamelouks, puis des Ottomans.

## Démographie
Au recensement de 2000, la population du district s'élève à 20 890 habitants et la seule ville de Feke, à 4 632 habitants.
| Année | Ville | District | Total  |
| ----- | ----- | -------- | ------ |
| 1990  | 4 669 | 17 902   | 22 571 |
| 2000  | 4 632 | 16 258   | 20 890 |

## Forteresse
La forteresse de Feke, Feke Kalesi, Vahka, Baka, est située à 6 km au nord-est du centre de la ville 37° 51′ 37″ N, 35° 57′ 05″ E.